# Iota Leporis
Désignations
Iota Leporis (ι Leporis), aussi désigné 3 Leporis, est un système d'étoiles triple de la constellation du Lièvre. Il est visible à l'œil nu avec une magnitude apparente combinée de 4,45. D'après la mesure de sa parallaxe annuelle par le satellite Hipparcos, le système se situe à environ 232 années-lumière du système solaire. Il s'en éloigne à une vitesse radiale héliocentrique de +24 km/s.

## Propriétés physiques
La composante principale, désignée Iota Leporis A, est une étoile bleu-blanc de la séquence principale de type spectral B7,5 Vn, avec le suffixe « n » qui indique des raies d'absorption « nébuleuses » en raison de sa rotation rapide. Elle tourne en effet sur elle-même à une vitesse de rotation projetée de 185 km/s. L'étoile est âgée d'environ 94 millions d'années et elle a environ 3,4 fois la masse du Soleil. Elle est 153 fois plus lumineuse que le Soleil et sa température de surface est 13 781 K.
Il existe un compagnon proche de Iota Leporis A qui est une source émettrice de rayons X. Cette étoile fait très probablement au moins 1,05 fois la masse du Soleil. La troisième composante, AM Leporis, est une étoile variable de type BY Draconis de magnitude apparente 9,92. C'est une naine jaune de type spectral G8Ve. En 2015, elle était est située à une séparation angulaire de 11,9 secondes d'arc de Iota Leporis A.